# Johann Bernhard Quistorp
Johann Bernhard Quistorp (* 14. August 1692 in Rostock; † 8. Dezember 1761 ebenda) war ein deutscher Mediziner.

## Leben
Johann Bernhard Quistorp war das erste Kind des Rostocker Apothekers Balthasar Quistorp und seiner Ehefrau Maria Elisabeth Quistorp, geborene Krück. Er besuchte das Gymnasium in Güstrow und studierte danach fünf Jahre lang in Rostock Arzneiwissenschaften, später noch zwei Jahre in Leipzig. 1718 wurde er promoviert.
Quistorp praktizierte als Arzt in Rostock, bis er 1743 eine ordentliche Professur an der Rostocker Universität erhielt. 1744/45, 1750/51 und 1756/57 wurde Johann Bernhard Quistorp zum Rektor gewählt.
Quistorp war verheiratet mit Anna Margaretha Goltermann († 1762), der Tochter eines Rostocker Kaufmanns und Ratsherrn. Zusammen hatten sie zwei Söhne. Johann Georg (1731–1760) wurde Theologe in Rostock und Johann Christian (1737–1795) wurde Jurist in Wismar und 1792 geadelt.